# Magda Cazanga
Magda Alfredo Cazanga (n. 28 mai 1991, în Luanda) este o handbalistă angoleză care joacă pentru CS Minaur Baia Mare și pentru echipa națională a Angolei. Anterior, ea a evoluat din vara lui 2021 până în martie 2022 pentru clubul CSU Știința București
Magda Cazanga a luat parte la Jocurile Olimpice din 2012, la cele din 2016 și la cele din 2020. Cea mai bună performanță a fost în 2016, când Angola s-a clasat pe locul al 8-lea.
La nivel de club, Cazanga a jucat mai întâi la Atlético Petróleos de Luanda, unde a evoluat până în 2020, când s-a transferat în Spania, la CB Salud Tenerife. În anul următor, Magda Cazanga a semnat un contract cu echipa românească CSU Știința București pentru care a jucat până în martie 2022, iar în vara lui 2022, s-a transferat la CS Minaur Baia Mare.

## Palmares
- Campionatul African:
  -  Medalie de aur: 2016, 2018, 2021
  -  Medalie de bronz: 2014